# Левитская, Надежда Григорьевна
Надежда Григорьевна Левитская (25 февраля 1925 — 27 января 2020)  — филолог, библиограф, политзаключённая ГУЛАГа, тайная помощница А. И. Солженицына, свидетель «Архипелага ГУЛАГа», многолетний сотрудник Фонда Солженицына.

## Биография
Родилась в Киеве в семье крупного цитогенетика Григория Андреевича Левитского (1872—1942) и его жены Натальи Евгеньевны Кузьминой-Левитской (1899—1952).
В 1927 году по приглашению академика Н. И. Вавилова отец переезжает на работу во Всесоюзный институт прикладной ботаники в Детское Село в Ленинградской области и возглавляет там отдел цитологии. Вместе с ним переезжает семья. 31 мая 1927 года уже в Ленинграде родился брат Надежды Григорьевны — Иван.
Первый раз отец Надежды Григорьевны был арестован в конце января 1933 в Детском Селе по обвинению в создании эсеровской террористической группы. 21 апреля 1933 года приговорён Тройкой ПП ОГПУ в ЛВО к ссылке на 3 года в посёлок в 10-12 километрах от села Бирилюссы (Восточно-Сибирский край). Левитскому пытались помочь и хлопотали за него Н. И. Вавилов, Г. Дж. Мёллер, Д. Костов, Г. К. Мейстер. С осени 1933 года его отпустили из ссылки в Саратов, где он начал работать на сельскохозяйственной станции. В феврале или марте 1934 года вернулся в Детское Село и занял прежнее место заведующего отделом цитологии в ВИРе. В 1937 года, вероятно, поздней осенью арестован в Пушкине (так в 1937 переименовали Детское село), отправлен в Ленинград, после допроса отпущен на следующий день.
В 1938 году в Киеве арестован и сослан в Казахстан дед по матери Евгений Михайлович Кузьмин, в прошлом деятель Петербургского религиозно-философского общества. Скончался от голода в Казалинске.
В мае 1941 года Надя Левитская окончила школу-восьмилетку, одновременно получила хорошее домашнее образование, её учили живописи, музыке, иностранным языкам.
Через 4 дня после начала Великой Отечественной войны, 26 июня 1941 года, Г. А. Левитский был арестован в очередной раз вместе с другими сотрудниками ВИРа: зам. директора Н. В. Ковалёвым, зав. отделом сорных растений академиком ВАСХНИЛ А. И. Мальцевым, зав. отделом пшеницы профессором К. А. Фляксбергером. Арестованные были обвинены в участии «антисоветской вредительской организации, руководимой Вавиловым» по статьям 58-7, 58-11. В первых числах июля их этапировали в тюрьму города Златоуста Челябинской области. После ареста отца семья лишилась источников существования, так как Наталья Евгеньевна не работала. Готовясь к зиме, Надя и Иван собирали на брошенных полях картошку, морковь, капусту.
Когда эвакуировали сотрудников ВИРа, Наталье Евгеньевне и детям в эвакуации было отказано, как семье «врага народа». Семья осталась в оккупированном Пушкине без средств существования и какой-либо помощи. Все запасы быстро кончились.
30 декабря 1941 года в сильный мороз семья ушла из Пушкина по железной дороге, единственной не перекрытой немецкими патрулями. Идут вглубь оккупированной территории сначала на Павловск, затем на Оредежь, Вырицу. В Вырице санки для вещей, сооруженные из лыж подростком Иваном, развалились. Но удалось найти возницу с лошадью, который согласился отвезти вещи дальше. Платой были несколько золотых николаевских червонцев, отложенных Г. А. Левитским для поездки на конгресс на Гаваях и уцелевших после трёх обысков.

Возчик бросил семью Левитских на станции Дедовичи, забрав все деньги и многие вещи из чемоданов. Наталья Евгеньевна оказалась с двумя подростками без еды, без денег и главное без подходящей обуви. За 260 километров пути обувь окончательно развалилась. Как позднее рассказывала Надежда Григорьевна: 
Известно было, что если заговариваешь с ними [солдатами Вермахта] по-немецки, сразу меняется отношение, уже смотрят на тебя не как на скот бессловесный, как обычно они на нас смотрели, а все-таки видят в тебе человека. «Смотри-ка, она говорит по-немецки! А где она училась? Ты немка?» — «Нет, не немка». Ни разу не сказала, что немка.
Наталье Евгеньевне удалось убедить немецких солдат, обслуживавших железную дорогу, отвезти её семью в ближайший большой поселок Пожеревицы, где находилась районная комендатура. Это село стояло на большой дороге (Прохов — Великие Луки) и через него шёл непрерывный поток беженцев из Ленинградской области — прочь от линии фронта. В немецкой комендатуре требовали: «Идите дальше, здесь оставаться нельзя». Идти было некуда, не в чем и не было сил. Вдруг в комендатуру ввалился русский мужик Павел Иванович Ставрогин, как потом выяснилось глава районной управы, и предложил Н. Е.: «Говорите по-немецки? А можете у меня быть переводчицей?» Она была принята на канцелярскую работу в управу, а в 1943-45 году работала санитаркой и медсестрой в немецком военном госпитале. Весной 1945 года она отказалась от эвакуации вместе с госпиталем в Германию. 
В 1946 году поступила в Латвийский государственный университет на отделение славянской филологии, но после окончания университета не могла найти работу по специальности.
16 июля 1951 года была арестована и затем была приговорена к 10 годам лагерей как «пособница оккупантов». Содержалась в Унжлаге, была освобождена в сентябре 1955 года по амнистии.
После освобождения устроилась на работу во Всесоюзную государственную библиотеку иностранной литературы. С 1963 года помогала А. Солженицыну в  перепечатке и распространению текстов, поиске необходимых библиографических сведений в библиотеках.
8 декабря 2009 года в библиотеке-фонде «Русское Зарубежье» вручена медаль Уполномоченного по правам человека в Российской Федерации «Спешите делать Добро».
Скончалась 27 января 2020 года на 95-м году жизни. Похоронена на Никольско-Трубецком кладбище Балашихи.

## Семья
- Брат — Иван (1927—1995)[6], c сентября 1945 года по 30 июня 1948 года учился в Даугавпилсском техникуме железнодорожного транспорта  на факультете паровозного хозяйства. Окончив техникум и получив специальность техника-механика, поступил в Ленинградский  Институт железнодорожного транспорта имени Образцова. Арестован на втором курсе 25 февраля 1950 года, осуждён по статье 58-10 ч. 1 УК РСФСР на 10 лет  ИТЛ с поражением в правах на три  года. Срок по 1955 год отбывал в Норильлаге. В 1956-1961 учился в Хабаровском институте инженеров железнодорожного транспорта, остался там работать на кафедре "Детали машин". 28 декабря 1990 года защитил диссертацию по теме "Разработка основ расчета и  проектирования силовой фрикционной планетарной передачи с гидравлически сжимаемым кольцевым катком" на соискание степени кандидата технических наук, в 1993 году ему присвоено ученое звание доцента по кафедре "Детали машин"[7].